# Liga A (damer)
Liga A är den högsta serien i volleyboll för damer i Belgien. Serien grundades 1950 och organiseras av Belgiens volleybollförbund. 
Ligan består av tolv lag. De bäst placerade lagen kan kvalificera sig för spel i de europeiska cuperna (CEV Champions League, CEV Cup och CEV Challenge Cup). Nedflyttning sker till Liga B. Hermes Volley Oostende har varit mest framgångsrika med 13 segrar. Om Asterix Kieldrecht och Asterix Avo Beveren (som bildades av att Kieldrecht gick samman med en annan klubb) räknas samman har de dock flest titlar (17 till och med 2025).

## Upplagor
| Upplaga                   | Podium                            | Podium                            | Podium                            |
| Upplaga                   | Guld                              | Silver                            | Brons                             |
| ------------------------- | --------------------------------- | --------------------------------- | --------------------------------- |
| 1950/1951 mer information | Femina                            |                                   |                                   |
| 1951/1952 mer information | Brabo Antwerpen                   |                                   |                                   |
| 1952/1953 mer information | Brabo Antwerpen                   |                                   |                                   |
| 1953/1954 mer information | Brabo Antwerpen                   |                                   |                                   |
| 1954/1955 mer information | Spartacus                         |                                   |                                   |
| 1955/1956 mer information | Brabo Antwerpen                   |                                   |                                   |
| 1956/1957 mer information | Brabo Antwerpen                   |                                   |                                   |
| 1957/1958 mer information | Brabo Antwerpen                   |                                   |                                   |
| 1958/1959 mer information | Brabo Antwerpen                   |                                   |                                   |
| 1959/1960 mer information | Brabo Antwerpen                   |                                   |                                   |
| 1960/1961 mer information | Brabo Antwerpen                   |                                   |                                   |
| 1961/1962 mer information | Brabo Antwerpen                   |                                   |                                   |
| 1962/1963 mer information | CAPCI Ixelles                     |                                   |                                   |
| 1963/1964 mer information | VOG Oostende                      |                                   |                                   |
| 1964/1965 mer information | CAPCI Ixelles                     |                                   |                                   |
| 1965/1966 mer information | VOG Oostende                      |                                   |                                   |
| 1966/1967 mer information | VOG Oostende                      |                                   |                                   |
| 1967/1968 mer information | VOG Oostende                      |                                   |                                   |
| 1968/1969 mer information | VOG Oostende                      |                                   |                                   |
| 1969/1970 mer information | VOG Oostende                      |                                   |                                   |
| 1970/1971 mer information | Hermes Volley Oostende            |                                   |                                   |
| 1971/1972 mer information | Hermes Volley Oostende            |                                   |                                   |
| 1972/1973 mer information | Hermes Volley Oostende            |                                   |                                   |
| 1973/1974 mer information | Hermes Volley Oostende            |                                   |                                   |
| 1974/1975 mer information | Hermes Volley Oostende            |                                   |                                   |
| 1975/1976 mer information | Hermes Volley Oostende            |                                   |                                   |
| 1976/1977 mer information | Hermes Volley Oostende            |                                   |                                   |
| 1977/1978 mer information | Hermes Volley Oostende            |                                   |                                   |
| 1978/1979 mer information | Hermes Volley Oostende            |                                   |                                   |
| 1979/1980 mer information | Hermes Volley Oostende            |                                   |                                   |
| 1980/1981 mer information | Dilbeek-Itterbeek SC              |                                   |                                   |
| 1981/1982 mer information | VC Temse                          |                                   |                                   |
| 1982/1983 mer information | Hermes Volley Oostende            |                                   |                                   |
| 1983/1984 mer information | Dilbeek-Itterbeek SC              |                                   |                                   |
| 1984/1985 mer information | Hermes Volley Oostende            |                                   |                                   |
| 1985/1986 mer information | DECO Denderhoutem                 |                                   |                                   |
| 1986/1987 mer information | Hermes Volley Oostende            |                                   |                                   |
| 1987/1988 mer information | VT Herentals                      |                                   |                                   |
| 1988/1989 mer information | VC Temse                          |                                   |                                   |
| 1989/1990 mer information | VT Herentals                      |                                   |                                   |
| 1990/1991 mer information | VT Herentals                      |                                   |                                   |
| 1991/1992 mer information | VT Herentals                      |                                   |                                   |
| 1992/1993 mer information | VT Herentals                      |                                   |                                   |
| 1993/1994 mer information | Datovoc Tongeren                  |                                   | Asterix Kieldrecht                |
| 1994/1995 mer information | Datovoc Tongeren                  |                                   |                                   |
| 1995/1996 mer information | VT Herentals                      |                                   | Asterix Kieldrecht                |
| 1996/1997 mer information | VT Herentals                      | Asterix Kieldrecht                |                                   |
| 1997/1998 mer information | Asterix Kieldrecht                |                                   |                                   |
| 1998/1999 mer information | VT Herentals                      | Asterix Kieldrecht                |                                   |
| 1999/2000 mer information | Asterix Kieldrecht                |                                   |                                   |
| 2000/2001 mer information | Asterix Kieldrecht                |                                   |                                   |
| 2001/2002 mer information | Datovoc Tongeren                  | Asterix Kieldrecht                |                                   |
| 2002/2003 mer information | Datovoc Tongeren                  | Asterix Kieldrecht                |                                   |
| 2003/2004 mer information | Datovoc Tongeren                  | Asterix Kieldrecht                |                                   |
| 2004/2005 mer information | Datovoc Tongeren                  | Asterix Kieldrecht                | Charleroi Volley                  |
| 2005/2006 mer information | Charleroi Volley                  |                                   | Asterix Kieldrecht                |
| 2006/2007 mer information | Datovoc Tongeren                  | Asterix Kieldrecht                | VDK Gent Dames                    |
| 2007/2008 mer information | Asterix Kieldrecht                | VDK Gent Dames                    | Datovoc Tongeren                  |
| 2008/2009 mer information | Charleroi Volley                  | Asterix Kieldrecht                | VDK Gent Dames                    |
| 2009/2010 mer information | Asterix Kieldrecht                | VDK Gent Dames                    |                                   |
| 2010/2011 mer information | Asterix Kieldrecht                | VDK Gent Dames                    | Hermes Volley Oostende            |
| 2011/2012 mer information | Asterix Kieldrecht                |                                   |                                   |
| 2012/2013 mer information | VDK Gent Dames                    | Asterix Kieldrecht                |                                   |
| 2013/2014 mer information | Asterix Kieldrecht                |                                   |                                   |
| 2014/2015 mer information | Asterix Kieldrecht                |                                   |                                   |
| 2015/2016 mer information | Asterix Kieldrecht                |                                   |                                   |
| 2016/2017 mer information | Asterix Avo Beveren               |                                   |                                   |
| 2017/2018 mer information | Asterix Avo Beveren               | VC Oudegem                        | VDK Gent Dames                    |
| 2018/2019 mer information | Asterix Avo Beveren               | Hermes Volley Oostende            | VDK Gent Dames                    |
| 2019/2020 mer information | Avbruten p.g.a. Covid-19-pandemin | Avbruten p.g.a. Covid-19-pandemin | Avbruten p.g.a. Covid-19-pandemin |
| 2020/2021 mer information | Asterix Avo Beveren               | Jaraco LVL Genk                   | VC Oudegem och VDK Gent Dames     |
| 2021/2022 mer information | VDK Gent Dames                    | Jaraco LVL Genk                   | Asterix Avo Beveren               |
| 2022/2023 mer information | Asterix Avo Beveren               | VDK Gent Dames                    | VC Oudegem                        |
| 2023/2024 mer information | Asterix Avo Beveren               | Tchalou Volley                    | Charleroi Volley                  |
| 2024/2025 mer information | Asterix Avo Beveren               | Bevo Roeselare                    |                                   |

## Medaljörer
| Pos. | Lag                    | Guld | Silver | Brons |
| ---- | ---------------------- | ---- | ------ | ----- |
| 1    | Hermes Volley Oostende | 13   | 1      | 1     |
| 2    | Asterix Kieldrecht     | 10   | 9      | 3     |
| 3    | Brabo Antwerpen        | 10   | -      | -     |
| 4    | VT Herentals           | 8    | -      | -     |
| 5    | Asterix Avo Beveren    | 7    | -      | 1     |
|      | Datovoc Tongeren       | 7    | -      | 1     |
| 7    | VOG Oostende           | 6    | -      | -     |
| 8    | VDK Gent Dames         | 2    | 4      | 5     |
| 9    | Charleroi Volley       | 2    | -      | 2     |
| 10   | CAPCI Ixelles          | 2    | -      | -     |
|      | Dilbeek-Itterbeek SC   | 2    | -      | -     |
|      | VC Temse               | 2    | -      | -     |
| 13   | DECO Denderhoutem      | 1    | -      | -     |
|      | Femina                 | 1    | -      | -     |
|      | Spartacus              | 1    | -      | -     |
| 16   | Jaraco LVL Genk        | -    | 2      | -     |
| 17   | VC Oudegem             | -    | 1      | 2     |
| 18   | Bevo Roeselare         | -    | 1      | -     |
|      | Tchalou Volley         | -    | 1      | -     |